# 材木町 (盛岡市)
材木町（ざいもくちょう）は、岩手県盛岡市の地名。丁番は持たない単独町名である。住居表示実施済み区域。郵便番号は020-0063。

## 地理
岩手県盛岡市南西部に位置する。

## 歴史
盛岡砂子によると、材木町は、古くは岩手町といったが、承応4年に材木町と改められた後、柾町(こばまち)と改められ、文化9年に材木町の町名に復したという。岩手町の由来は、当地から岩手山がよく見えたためとも、岩手郡各村からの移住者が多かったためともいわれている。また、柾町の由来は、屋根柾を作ることが当地で盛んであったためといわれている。
材木町の町名は、北上川の春木場が対岸の木伏にあり、材木商が盛んだったことに由来している。
雫石川の流路変更により、木材の集散地ではなくなった後、秋田街道及び鹿角街道沿いの農村を対象とする商業地として北に隣接する久慈町とともに繁栄した。
明治元年には陸中国岩手郡仁王村の字となった。
明治22年4月1日、市制施行により盛岡市が発足し、昭和20年に盛岡市の町名となる。その後、昭和39年に新築地、仁王田甫、茅町、下台の各一部を編入。昭和41年に町域の一部を大通三丁目に、昭和45年に仁王田甫、茅町の各残余を編入した。
昭和49年から、4月から11月にかけて毎週土曜日に、町内で「よ市」という路上買物市が開催されている。

## 世帯数と人口
2023年（令和5年）4月30日現在の世帯数と人口は以下の通りである。
| 大字・丁目 | 世帯数  | 人口  |
| ---------- | ------- | ----- |
| 材木町     | 601世帯 | 891人 |

## 交通

### 鉄道
域内に鉄道駅は存在しない。盛岡駅が最寄り駅となる。

### 道路
- 岩手県道・秋田県道1号盛岡横手線（中央通り）

## 河川
- 北上川

## 施設
- 北日本銀行材木町支店
- 光原社（民芸品店。童話集『注文の多い料理店』の版元の後身）
- 盛岡材木町郵便局
- 盛岡中央高等学校 盛岡駅前キャンパス

### 書籍
- 「角川日本地名大辞典」編纂委員会 編『角川日本地名大辞典 3 岩手県』角川書店、1985年。ISBN 4-04-001030-2。
- 平凡社『日本歴史地名大系 03 岩手県の地名』角川書店、1990年7月13日。ISBN 4-58-249003-4。